# Martinček
Martinček es un municipio del distrito de Ružomberok en la región de Žilina, Eslovaquia, con una población estimada a final del año 2024 de 466 habitantes.
Se encuentra ubicado en el centro-sur de la región, cerca del curso alto del río Váh (cuenca hidrográfica del Danubio) y de la frontera con la región de Banská Bystrica.

## Demografía
| Año        | 1994 | 2004    | 2014    | 2024     |
| ---------- | ---- | ------- | ------- | -------- |
| Población  | 386  | 383     | 416     | 466      |
| Diferencia |      | −0,77 % | +8,61 % | +12,01 % |

| Año        | 2023 | 2024    |
| ---------- | ---- | ------- |
| Población  | 449  | 466     |
| Diferencia |      | +3,78 % |